# João Ubaldo Ribeiro

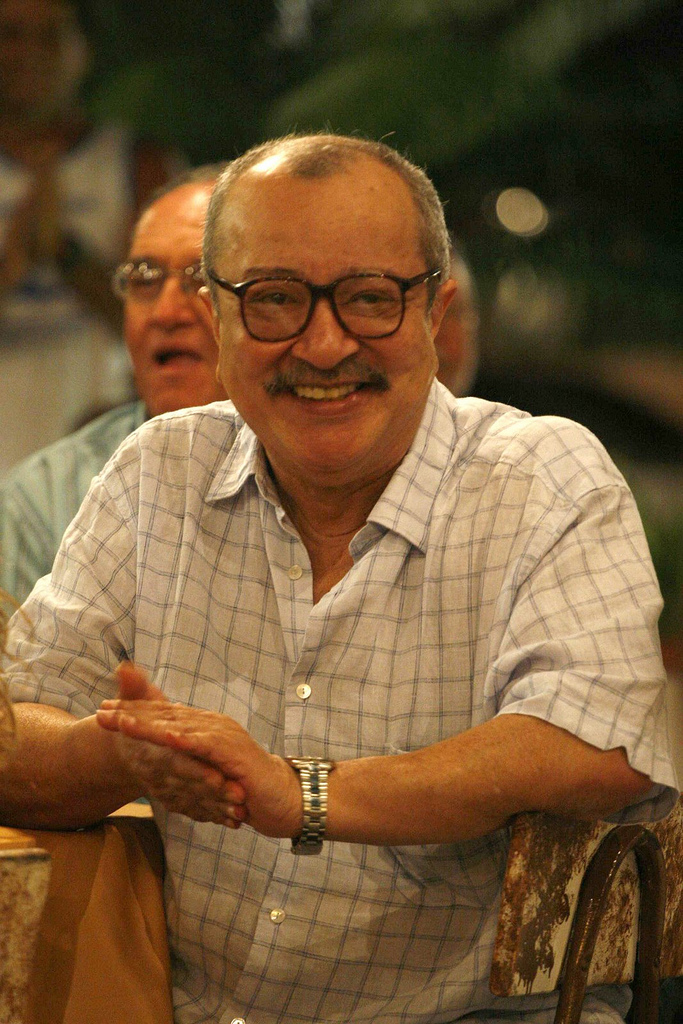
João Ubaldo Ribeiro (2009)

João Ubaldo Osório Pimental Ribeiro (* 23. Januar 1941 in Itaparica, Bahia; † 18. Juli 2014 in Rio de Janeiro) war ein brasilianischer Schriftsteller.

## Leben
João Ubaldo Ribeiro war das erste von drei Kindern des Ehepaares Manoel Ribeiro und Maria Felipa Osório Pimental. Als Ribeiro zwei Monate alt war, übersiedelte die Familie nach Aracaju im Bundesstaat Sergipe. Bereits früh begann er sich für Literatur zu interessieren. Ab 1955 besuchte er das Colégio da Bahia, zusammen mit Glauber Rocha, mit dem er sich 1956 anfreundete.
1957 wurde er erstmals für lokale Zeitungen als Journalist tätig. Er begann 1958 an der Universidade Federal da Bahia Jura zu studieren. In dieser Zeit gab er zusammen mit Glauber Rocha diverse Zeitschriften und Kulturjournale heraus, zeitweilig war er Chefredakteur der in São Salvador da Bahia erscheinenden Tageszeitung Tribuna da Bahia. 1959 wurde sein Werk „Lugar e Circunstancia“ (dt. „Ort und Umstand“) in einer Anthologie für Erzählungen aus Bahia veröffentlicht. 1960 heiratete Ribeiro seine erste Frau Maria Beatriz Moreira Caldas, eine Kommilitonin. Die Ehe wurde neun Jahre später wieder geschieden. 1963 schrieb er seinen ersten Roman Setembro não faz sentido (dt. „September ergibt keinen Sinn“).
1964 verließ Ribeiro aus politischen Gründen das Land und ging in die Vereinigten Staaten, um dort Volkswirtschaft zu studieren. Bereits 1965 kehrte er aber wieder nach Brasilien zurück und hielt Vorlesungen in Politikwissenschaften an der Universidade Federal da Bahia. Nach sechs Jahren gab er allerdings seine akademische Karriere wieder auf und wandte sich wieder dem Journalismus zu. 1969 heiratete er die Historikerin Monica Maria Roters, mit der er zwei Töchter hatte: Emilia (* 1970) und Manuela (* 1972).
1971 wurde sein Roman Sargento Getúlio veröffentlicht, mit dem ihm der Durchbruch als Schriftsteller gelang. 1974 kam sein Buch Vencecavalo e o outro povo (dt. „Pferdebezwinger und die anderen“) heraus. 1980 schloss Ribeiro seine dritte Ehe mit Berenice Batella, mit welcher er ebenfalls zwei Kinder hatte, Bento (* 1981) und Francisca (* 1983). 1981 ging er mit seiner Familie als Stipendiat nach Lissabon. Dort schrieb er für die Zeitschrift Careta. 1984 erschien sein Hauptwerk, Viva o povo brasileiro (übersetzt: Es lebe das brasilianische Volk, im Deutschen als Brasilien Brasilien veröffentlicht). 
Als Teilnehmer des Berliner Künstlerprogramms des DAAD wohnte Ribeiro 1990/1991 in Berlin. Seine Erfahrungen in dieser Zeit hat er in mehreren Zeitungsbeiträgen festgehalten und eine Auswahl dieser Texte dann in dem Buch Ein Brasilianer in Berlin (Original: Um brasileiro em Berlim) zusammengefasst. „Im deutschen Sprachraum fand sein Werk die größte Verbreitung außerhalb Brasiliens und Portugals.“
Zu seinen Ehrungen gehören je ein Prêmio Jabuti in den Jahren 1972 und 1984, sowie 1993 die Wahl zum Mitglied der Academia Brasileira de Letras, in der er den Sitz 34 einnahm. 1994 erhielt Ribeiro den Anna-Seghers-Preis, 2008 den Prémio Camões, den wichtigsten portugiesischsprachigen Literaturpreis für sein Gesamtwerk.
Seit seiner Rückkehr nach Brasilien lebte er bis zu seinem Tod in Rio de Janeiro. 2013 besuchte er die Frankfurter Buchmesse. Im Juli 2014 erlag er in seiner Heimatstadt im Alter von 73 Jahren einer Lungenembolie.

## Werke
Ribeiros Werke sind meist in seiner Heimat Bahía angesiedelt und häufig in dortige Geschichten und Legenden eingebettet. Er konnte ausgezeichnet die Stimmungen und Menschen seiner Heimat beschreiben. Oft haben seine Werke einen leicht surrealen Charakter, welcher die Situationen, in denen sich die Handelnden befinden, überzeugend verstärkt.
In seinem Hauptwerk „Viva o povo brasileiro“ entwirft er mit grimmigem Humor ein Panorama der Provinz Bahía, ihrer afrobrasilianischen Mythen, Skurrilitäten und Grausamkeiten im Verlauf des 19. Jahrhunderts aus der Sicht vieler Menschen unterschiedlicher Schichtzugehörigkeit und Hautfarbe, deren Lebenswege eng miteinander verflochten sind. Darin spiegelt sich die gesamte Geschichte und nationale Identitätsproblematik Brasiliens.
Ribeiros Werk ist dem magischen Realismus zuzuordnen, einem lateinamerikanischen Literaturstil, dessen Hauptvertreter Gabriel García Márquez ist. Ein anderer Teil seiner Werke beruht auf autobiographischen Gegebenheiten, z. B. „Ein Brasilianer in Berlin“. Ribeiro war einer der bedeutendsten brasilianischen Schriftsteller.
- Sargento Getulio. (Original: Sargento Getúlio 1971).
- Der Heilige, der nicht an Gott glaubte. (Original: O santo que não acreditava em Deus 1981).
- Leben und Leidenschaft von Pandonar dem Grausamen. (Original: Vida e paixão de Pandomar, o cruel 1983).
- Brasilien Brasilien. Roman. Übersetzt von Curt Meyer-Clason und Jacob Deutsch (= Suhrkamp Taschenbuch. 3098). Suhrkamp, Frankfurt am Main. (Original: Viva o povo brasileiro 1984).
- Das Lächeln der Eidechse. (Original: O sorriso do lagarto 1989).
- Ein Brasilianer in Berlin. (Original: Um brasileiro em Berlim 1994), zweisprachige Ausgabe portugiesisch-deutsch 2010.
- Das Wunder Pfaueninsel. Roman (Originaltitel: O feitiço da Ilha do Pavão 1997, übersetzt von Nicolai von Schweder-Schreiner), Beck, München 1999, ISBN 3-406-45288-4.

## Verfilmungen
Literarische Vorlage
- 1983: Sargento Getúlio

Drehbuch
- 1996: Tieta do Brasil (Tieta do Agreste)